# 南昌萬壽宮

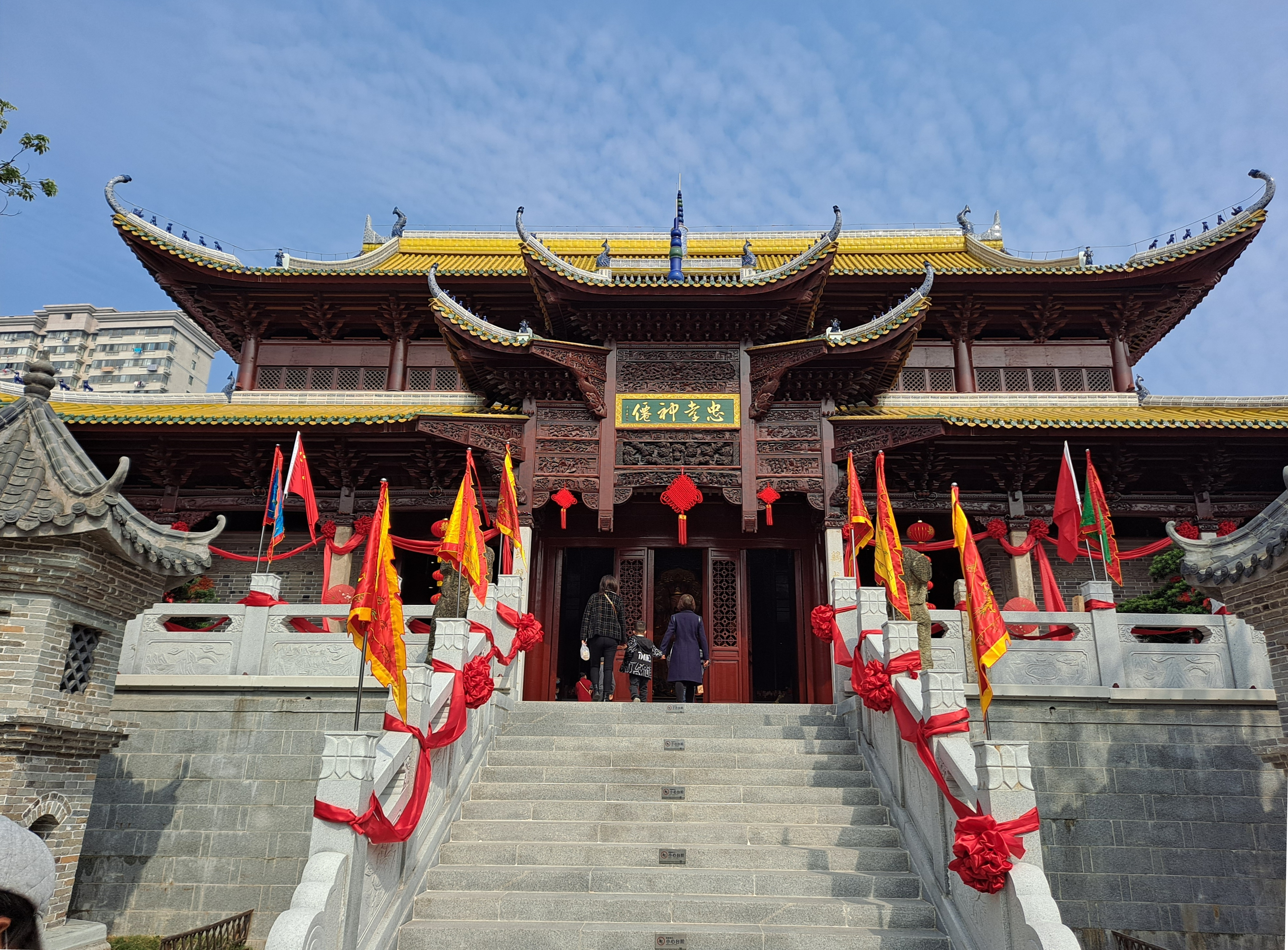
万寿宫

南昌萬壽宮，又称妙濟萬壽宮，俗稱「鐵柱宮」，知名中國道教廟宇。坐落於江西省南昌廣潤門內側的翠花街上。該地段是今日南昌生意繁榮的商城之一，舊時宮殿在文革時期被焚毀，鑒於萬壽宮的歷史文化意義，萬壽宮於2000年重建在城西南的象湖畔。宮內模樣大抵按照萬壽宮在文革被毀之前的式樣復建。2013年开始在原址重建，并于2021年开放。

## 历史沿革

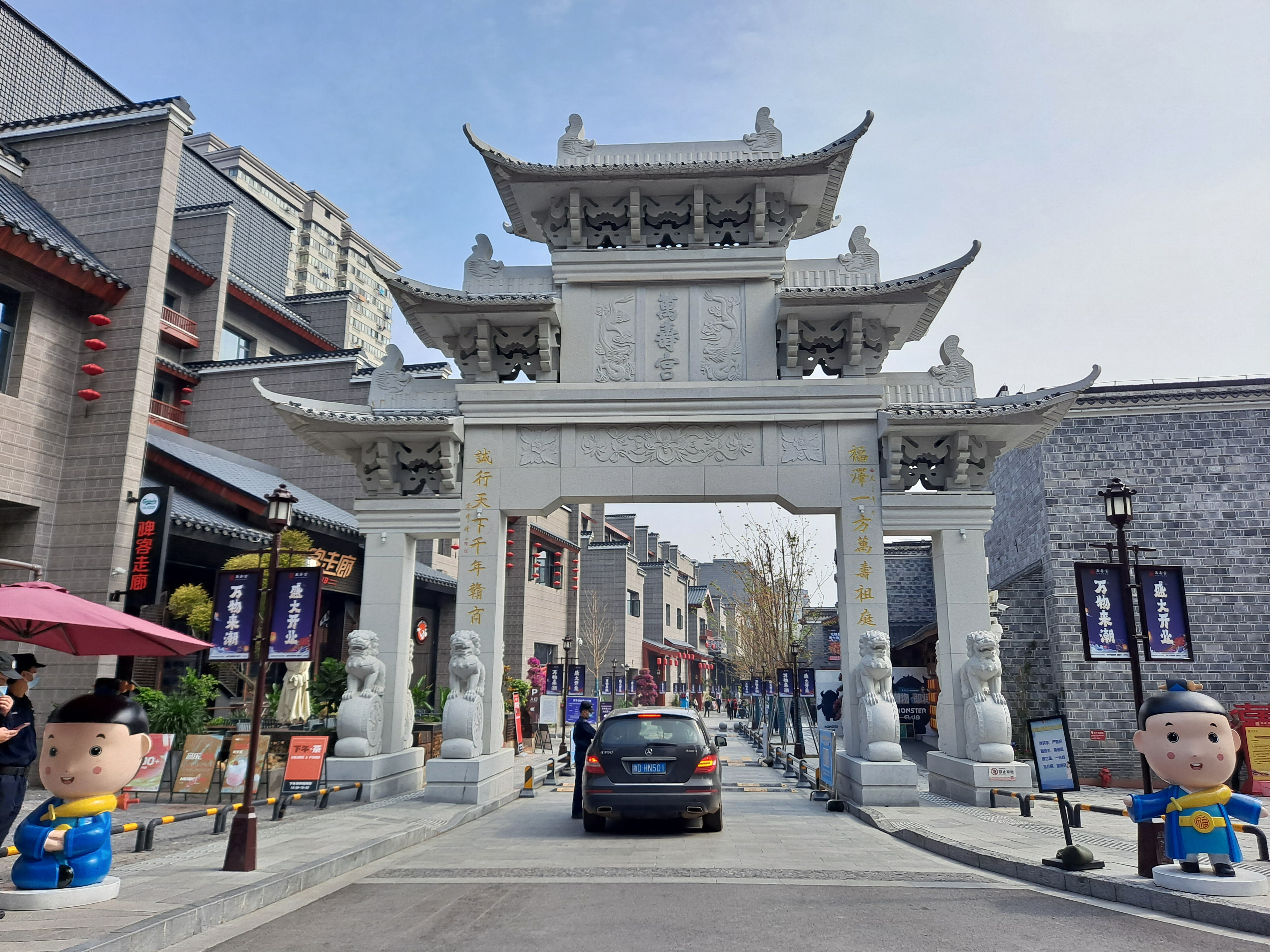
万寿宫历史街区

萬壽宮始建於晉朝永嘉六年（312年），因紀念江西人的保護神，道教淨明派祖師許旌陽真君而建，時名「旌陽古祠」。唐朝時期，唐懿宗因聽聞許真君曾以鐵柱鎮魔，故賜名「鐵柱觀」。
宋代時期，宋真宗改其名為「景德觀」。北宋時期，萬壽宮舉行大修，江西名儒歐陽修、王安石、曾鞏、黃庭堅等人紛紛捐資獻策，王安石還同時為之作記，《重修許旌陽祠記》。徽宗朝接而得名「延真觀」，上賜玉冊，封許旌陽為「神功妙計真君」。寧宗朝，上賜匾額「鐵柱延真之宮」，御匾懸於宮門之上。
元成宗年間，萬壽宮改名「鐵柱延真萬寧宮」。
明·正統元年（1436年），萬壽宮被簡稱為「鐵柱宮」。天順二年（1458年），江西信眾捐銅萬餘斤，鑄許真君像於宮內。正德六年（1511年），明武宗賜金以修葺宮殿。嘉靖二十五年（1546年），明世宗賜名「妙計萬壽宮」。此前皇帝曾賜名今西山萬壽宮為「玉隆萬壽宮」，由此南昌、西山二宮成為今世諸多萬壽宮的祖庭。
萬曆二十八年（1600年），萬壽宮毀而復建，張位為之作記。據其《重修萬壽宮記》記載，重建工程於1600年12月開工，真君殿依原有規模率先復建，其後前門、二門、諸仙殿、兩廊、鐵柱池、鐘鼓樓依次建成。接著神像、壁畫被裝飾於宮內。竣工後還繼續修建玉皇閣，然後由前街門外至四周修建圍墻，圍墻左右各開一甕門，甕門前築有小池。工程直到1608年才結束。
清代年間，萬壽宮多次大修重建，計算下來有1657年、1675年、1724年、1781年、1843年、1871年六次大規模的修繕，次次耗資巨豐。
1915年，萬壽宮周邊商鋪失火，宮內兩座大殿被毀。江西各界人士因此集資重修，萬壽宮在歷時五年、耗費三十萬工日的修繕工程後再次展現於世。
抗日戰爭期間，萬壽宮受戰火波及，受損嚴重。抗戰過後，南昌市商會撥資大規模整修萬壽宮。
文化大革命期間，萬壽宮被完全焚毀，原址處現為南昌市第二十一中學及万寿宫商城。
2000年，大抵按照萬壽宮在文革之前的式樣在象湖復建。
2013年决定在原址重建铁柱万寿宫，二十一中将搬走，同时将万寿宫原址附近旧城改造打造万寿宫历史文化街区。
原计划2017年开园；最终于2021年2月6日开放，由于人流量巨大铁柱万寿宫于2021年2月11日暂停开放，其余部分正常开放。

## 歷史模樣
文革被毀之前的萬壽宮，宮門前立有大牌樓，樓上刻有「萬壽宮」三個貼金大字，樓下蹲有六七尺高的石獅。穿過牌樓，踏過麻石路面，便可見供奉有許真君的正殿「福主殿」。大殿正中懸掛「忠孝神仙」四個金字大匾。殿中奉有許真君坐像三尊，最巨的一尊高達八尺，其兩側立祀吳猛、郭璞二真人。東西的龕內供有許遜的弟子門生。中央神龕的背後則是王靈官的塑像。許真君的前後也置有神龕，上雕《岳飛傳》、《封神榜》、《三國演義》故事及《百雀圖》。
正殿的背後是供奉玉皇大帝的凌霄寶殿。殿中奉有玉皇，周邊是三山、五岳、雷部諸神像。殿左鑿有八角井一口。相傳井水與贛江相通，井口立有鐵柱，柱上栓有鐵鏈，傳言中鐵柱「出井數尺，下施八索」，以鉤索地脈。傳說中許遜是以鐵鏈來鎮蛟除害的，古名「鐵柱觀」也因此而來。
宮內西側建有供奉許真君妻室何氏的夫人殿。
夫人殿的西側則為三清殿，殿內供奉道教中地位最高的三清尊神——元始天尊、靈寶天尊、道德天尊。

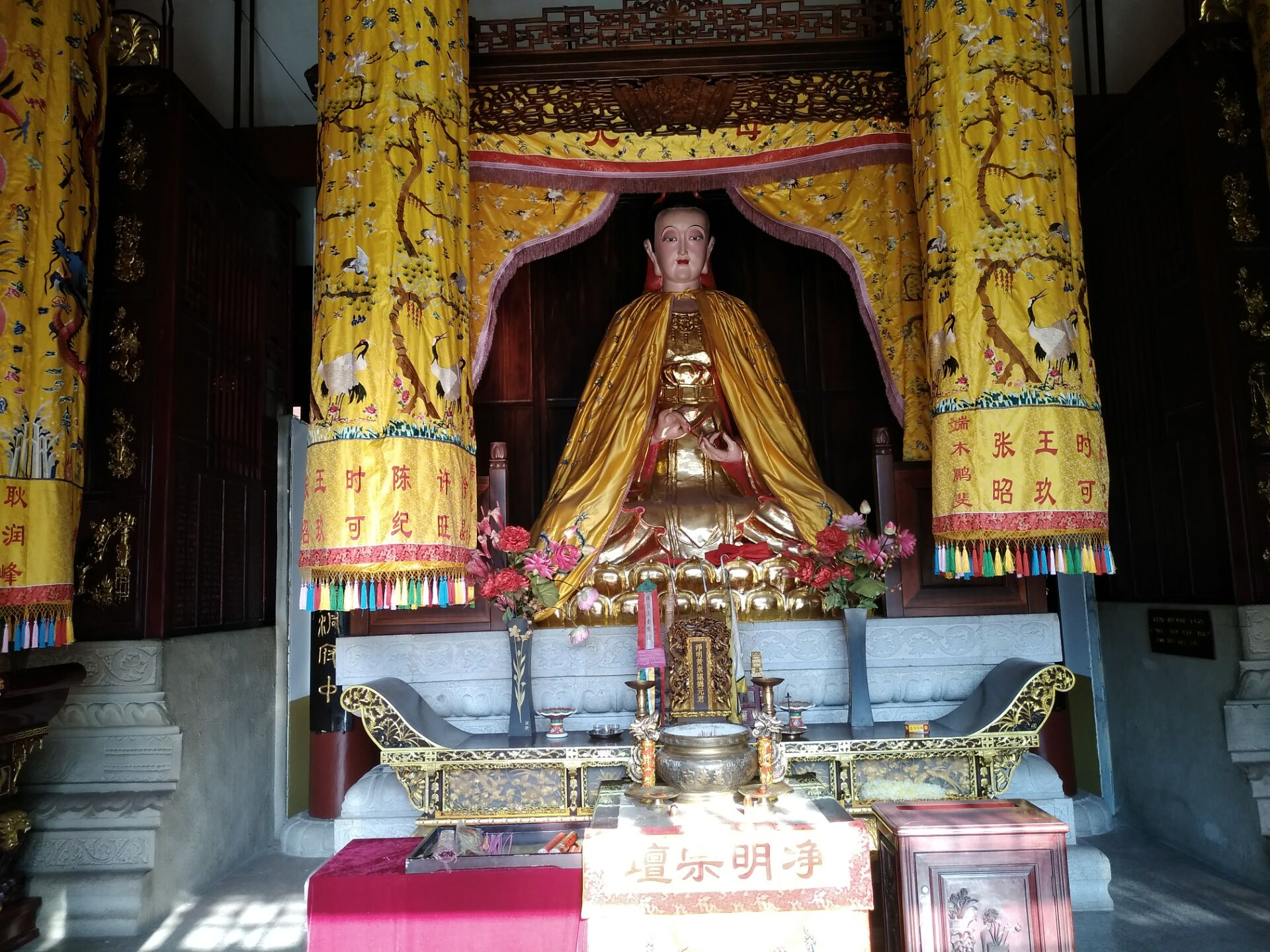
万寿宫谌母殿谌母像，2019年9月28日攝影。

萬壽宮中還有諶姆殿、斗姆殿、三官殿和逍遙別館等宮所，都飾有大量木雕、石刻、瓷繪。

## 文化價值
萬壽宮長期以來一直作為南昌古城的歷史見證、江右商幫的精神寄托和贛鄱百姓的文化象徵。許真君登仙之前留下的「忠孝廉謹寬裕容忍」八寶垂訓也成為江西的人文精神支柱。近世以來，萬壽宮還同時成為江西經濟文化的商業象徵，江西商人在漂泊贛外的時候，紛紛於當地建築萬壽宮以作精神寄托之所，一方面可祈求許真君保佑贛鄱子民萬事興隆，一方面又可提供贛人彼此聯繫互惠互助之場所。

## 延伸阅读
- 《南昌萬壽宮的歷史與文化》，張興發，上海道教，海市道教协会主办，内部发行，2005年第4期，P51-53
- 贛商的標誌性建築——萬壽宮